# Gorilla Zoe
Gorilla Zoe, pseudonimo di Alonzo Mathis (Atlanta, 27 gennaio 1981), è un rapper statunitense.

## Biografia
Gorilla Zoe è un rapper di Atlanta, personaggio di spicco nell'attuale scenario dirty sotuh hip hop e in quello crunk. È membro della label di Diddy, la Bad Boy Records ed anche membro del collettivo rap Boyz N da Hood. Gorilla Zoe ha preso il posto di Young Jeezy. 
Collabora con Yung Joc nel suo ultimo album Hustlenomics ai brani "Coffee Shop" e "Bottle Poppin'". Produce il brano per 8 Ball & MJG "Clap On" con Yung Joc e viene inserito nell'album del duo rap di Memphis, Ridin' High.
Nel settembre 2007 arriva il suo primo album solista intitolato Welcome to the Zoo.

## Discografia

### Album
- 2007 - Welcome to the Zoo
  - Pubblicato: 25 settembre 2007
  - Etichetta: Bad Boy Entertainment/Block Entertainment
  - Posizione in classifica: #18 U.S.
  - RIAA Certification:
  - Vendite negli U.S.: 200,000
  - Singoli: "Hood Nigga"
- 2008 - Don't Feed the Animals

### Mixtape
- 2007 - Hood Nigga Diaries: American Gangsta Part 2 (Con DJ Drama)

### Singoli
- 2007 - "Hood Nigga"

### Partecipazioni
- 2007 - "Coffee Shop" (Yung Joc feat. Gorilla Zoe)
- 2007 - "Bottle Poppin'" (Yung Joc feat. Gorilla Zoe)
- 2007 - "Gettin' to da Money" (Yung Joc feat. Mike Carlito & Gorilla Zoe)
- 2007 - "Throw Away" (Trae feat. Yung Joc & Gorilla Zoe)
- 2007 - "Portrait of Love" (Cheri Dennis feat. Yung Joc & Gorilla Zoe)